# キラーズ・オブ・ザ・フラワームーン
『キラーズ・オブ・ザ・フラワームーン』(Killers of the Flower Moon)は、2023年のアメリカ合衆国の犯罪映画、修正主義的西部劇。監督はマーティン・スコセッシ。主演はレオナルド・ディカプリオ。共演はロバート・デ・ニーロ、リリー・グラッドストーン、ジェシー・プレモンス。
本作でスコセッシとディカプリオは、長編映画6度目のタッグとなる。
1920年代のオクラホマ州オセージを舞台とし、石油鉱業権を保持し、高い利益を得ていた先住民オセージ族が次々と謎の死を遂げる事件を描く。

## あらすじ
オクラホマの居留地で、オセージ族の「フラワームーン」の儀式の最中に大地から原油が噴出する。受益権を均等に分配されたオセージ族は富裕となる。財産目当てにオセージ族の女性と結婚する白人の男たちが続出する。
1919年、第一次大戦の復員兵のアーネスト・バークハートは弟のバイロン、おじで有力者のウィリアム・キング・ヘイルと住む。保安官代理でもあるキングはオセージ族の後援者を装う。アーネストとバイロンは密かに金持ちのオセージ族相手の強盗を働く。キングのすすめでアーネストはオセージ族の女性モリー・カイルの運転手となり、やがて結婚して子をもうける。
キングはモリーがより多くの受益権を受け継ぐよう、その家族を密かに殺させる。オセージ族の会議は不審死が続いたことの捜査を求め、首都ワシントンD.C.に代表を送るも殺される。モリーが雇った私立探偵のウィリアム・J・バーンズはアーネストとバイロンに脅されて居留地から逃げ出す。キングはアーネストに命じ、犯罪者のエイシーを使ってモリーの妹リタとその夫のビルの家を爆破して殺させる。キングの差し金で、数々の事件の捜査は進まない。モリーは家族のすべての受益権を手にし、糖尿病にもかかわらずにワシントンD.C.に旅し、大統領に殺人事件の調査を直訴する。キングはアーネストに命じ、モリーのインシュリンに弱い毒を入れさせる。モリーへの愛とおじキングの命令の間で引き裂かれたアーネストは、自らも毒を飲んで弱る。
モリーの直訴の結果、司法省捜査局のトム・ホワイトとその助手たちがオクラホマの居留地を訪れて捜査を始める。キングは自らの関与を隠すため、自分の使った殺し屋を始末する。だがホワイトはアーネストとキングを逮捕する。モリーを診察した医師は毒を盛られていたことを発見する。アーネストはホワイトに説得されて政府側の証人となる。キングの弁護士ハミルトンの働きかけで一度は変心するも、子供の一人を失ったのちには家族といっしょの時を過ごすために叔父の罪を暴く証言をする。だが毒を盛られたことを知ったモリーはアーネストと別れる。
数年後のラジオドラマで後日談が語られる。毒をアーネストに与えたショーン兄弟は証拠不十分で不起訴となり、バイロンは審議不成立で無罪となり、キングとアーネストはともに終身刑となるも早期仮釈放となる。モリーは再婚した後に50歳で糖尿病で亡くなり、家族と同じ墓に葬られる。

## キャスト
※括弧内は日本語吹替。
- アーネスト・バークハート（英語版） - レオナルド・ディカプリオ（加瀬康之）：戦争帰りの白人の男
- ウィリアム・ヘイル（英語版） (キング) - ロバート・デ・ニーロ（樋浦勉）: アーネストのおじで、保安官代理、農場主で地元の有力者
- モリー・カイル（英語版） （モリー・バークハート) - リリー・グラッドストーン（岡田恵）: アーネストの妻になるオセージ族の女性
- トム・ホワイト - ジェシー・プレモンス（前田一世）: 司法省捜査局の捜査官
- W・S・ハミルトン - ブレンダン・フレイザー（かぬか光明）: キングの弁護士
- リジー・Q - タントゥー・カーディナル（英語版） : モリーの母
- ケルシー・モリソン - ルイス・キャンセルミ（英語版） : キングの知人で共犯者
- ビル・スミス - ジェイソン・イズベル（英語版）: ミニー、のちにリタの夫
- アナ・ブラウン - カーラ・ジェイド・メイヤーズ（枝元萌）: モリーの姉
- リタ - ジャネー・コリンズ（武田華）: モリーの妹
- ミニー - ジリアン・ディオン : モリーの妹
- ヘンリー・ローン - ウィリアム・ベロー（辻井健吾）: モリーの最初の夫のオセージ族
- ヘンリー・グラマー - スタージル・シンプソン : キングの手下
- ジョン・レン - タタンカ・ミーンズ（英語版）: 司法省捜査局のインディアンの捜査官
- フランク・スミス - マイケル・アボット・Jr : 司法省捜査局の捜査官
- ジョン・バーガー - パット・ヒーリー
- バイロン・バークハート - スコット・シェパード（英語版）（北田理道）: アーネストの弟
- デューク・バークハート - エルデン・ヘンソン
- ウィリアム・J・バーンズ - ゲイリー・バサラバ : モリーの雇う私立探偵
- ポラック判事 - スティーヴ・イースティン（英語版）: キングの裁判を執り行う
- リーワード検察官 - ジョン・リスゴー（福田信昭）: 裁判でキングを追及する
- タートン - バリー・コービン: 街の葬儀屋
- ラジオ番組のプロデューサー - マーティン・スコセッシ（御友公喜）

## 製作

### 企画
2016年3月10日、インペラティヴ・エンターテインメントは入札競争の末、デヴィッド・グランの『花殺し月の殺人 インディアン連続怪死事件とFBIの誕生』の映画化権を500万ドルで購入し、同スタジオのダン・フリードキンとブラッドリー・トーマスが映画の製作を務めることが決定した。2017年4月、マーティン・スコセッシ、レオナルド・ディカプリオ、ロバート・デ・ニーロが、エリック・ロスの脚色の上で、本作への関与を検討していることが明らかになった。7月、プロダクション・デザイナーのダンテ・フェレッティは、スコセッシが監督し、ディカプリオが主演を務め、2018年の初めに撮影が開始することを明らかにした。しかし、2018年10月までは製作が停滞し、スコセッシとしては『アイリッシュマン』（2019年）の次回作になることが発表された。その時点では、2019年夏に撮影が開始される予定だった。

### プリ・プロダクション
2019年6月、パラマウント映画が本作の配給を務めることが発表された。7月26日、スコセッシはオクラホマ州ポーヒュースカに在住するオーセージ族の元を訪れ、首長であるジェフリー・スタンディング・ベアーと会談し、オーセージ族がどのように映画に関わることが出来るかについて話し合った。その数日後、デ・ニーロがキャストに加わり、撮影の開始が暫定的に2020年の夏に決定したと報じられた。
12月、撮影監督のロドリゴ・プリエトは、主要撮影が2020年3月に開始する見込みであることを確認し、映画の"外観と雰囲気"に関してはまだ模索中であることを補足した。2020年1月19日、ディカプリオは出席した第26回全米映画俳優組合賞で、デ・ニーロと共に本作の主演を務めることを正式に発表した。4月、新型コロナウイルス感染症の流行を受け、撮影が無期限延期になったことが発表された。一方で、スコセッシは、製作費が2億ドルに達することにパラマウントが懸念を抱いていた為、NetflixとApple TV+に融資と配給を打診していた。パラマウントは別企業の製作参加に前向きな姿勢を示し、5月、Apple TV+が共同出資し、パラマウントと共に共同配給として参加することが発表された。
2021年2月、リリー・グラッドストーンとジェシー・プレモンスがキャストに加わった。当初、主人公のトム・ホワイトはディカプリオが演じる前提で製作が進行していたが、ディカプリオはデ・ニーロ演じる敵役の甥を演じることを提案した。結果的に、プレモンスがトム・ホワイト役、ディカプリオがアーネスト・バークハート役に起用された。3月、タントゥー・カーディナル、カーラ・ジェイド・メイヤーズ、ジャネー・コリンズ、ジリアン・ディオンがキャストに加わった。4月、ウィリアム・ベロー、ルイス・キャンセルミ、ジェイソン・イズベル、スタージル・シンプソン、タタンカ・ミーンズ、マイケル・アボット・Jr、パット・ヒーリー、スコット・シェパードがキャストに加わった。
同月、ジャック・フィスクが本作のプロダクション・デザイナーを務めることが決定し、スコセッシとの初のコラボレーションとなった。6月、スティーヴ・イースティン、ゲイリー・バサラバ、バリー・コービンがキャストに加わった。8月、ブレンダン・フレイザーとジョン・リスゴーがキャストに加わった。

### 撮影
主要な撮影は、2021年2月からオクラホマ州で開始する予定だったが、4月19日にずれ込んで開始し、オーセージ郡のポーヒュースカやフェアファックス、ワシントン郡のバートルズヴィルで撮影が行われた。5月13日、デ・ニーロがセット外で足を痛め、治療の為にニューヨークへ戻った。デ・ニーロの残りの場面は6月に撮影したため影響がなく、制作の遅延は起こらなかった。撮影は10月1日に終了した。2022年3月、ジェフリー・スタンディング・ベアーがタルサ記者クラブに、5月中旬にオーセージ郡で、オーセージ族の伝統的な民族舞踊の場面の追加撮影が行われると語った。
スコセッシは撮影開始に際して「オクラホマでようやく「Killers of the Flower Moon」の制作を開始することができ、感激しております。この物語を、実際にこの物語の出来事が起こった土地で語ることが出来るのは、その時代と当時の人々を正確に描くために極めて重要なことであり、不可欠なことです。この撮影をするにあたって協力してくれたApple、オクラホマ映画・音楽事務所、オーセージ族の人々、特にオーセージのコンサルタント及び文化アドバイザーに感謝しています。この物語をスクリーンで再現することで、忘れてはならないアメリカの過去を不滅のものにするために、地元のキャストやスタッフと製作を共に出来ることに興奮しております。」と語った。

### 作曲
作曲はスコセッシの前作『アイリッシュマン』に引き続きロビー・ロバートソンが務めた。本作で、ロビーはスコセッシと作曲家としては3度目のコラボレーションとなった。

## 公開
2021年5月、劇中のディカプリオとグラッドストーンの姿を捉えた本作のファーストルック写真が公開された。2022年2月、脚本のロスはインタビューで、編集が順調に進んでいると聞いており、公開日は11月を想定していると語った。7月、映画の公開は2023年となり、Appleが5月のカンヌ国際映画祭でのプレミア上映を視野に入れていると報じられた。
2023年10月、コロラド州フォートコリンズのザ・リリックや、ドイツ、イタリア、ポルトガル、ブラジルに展開するUCIシネマズ、イギリスに拠点を置くビュー・インターナショナル、アムステルダムのザ・ムービーズなどの映画館で、上映途中で6分から15分程度の休憩が取られた。パラマウントとAppleは、「変更や休憩なしで上映する」という契約に違反するとして厳しく取り締まった。本作の上映時間が長いとの批判も上がったが、スコセッシや編集のセルマ・スクーンメイカーは上映時間は適切だと主張した。